# ریزموش بلوطی
ریزموش بلوطی (نام علمی: Sminthopsis archeri) نام یک گونه از سرده ریزموش‌ها است.